# Eloceria grandis
Eloceria grandis là một loài ruồi trong họ Tachinidae.